# ГЕС Раму 1
ГЕС Раму 1 — гідроелектростанція у Папуа Новій Гвінеї, на північному сході головного острова за 125 кілометрів на південь від Маданга. Знаходячись після ГЕС Yonki Toe of Dam (18 МВт), становить нижній ступінь каскаду на річці Раму, яка дренує північний схил гір Бісмарка (починається у хребті Кратке) та впадає до моря Бісмарка. Станом на другу половину 2010-х найпотужніша гідроелектростанція країни, при цьому можливо відзначити, що в подальшому нижче за течією збираються звести ще більшу ГЕС Раму 2.
Ресурс для роботи станції відбирають із річки за допомогою невисокої греблі, яка утримує лише 190 тис. м3 води (достатньо для чотирьох годин роботи Раму 1). В той же час, у 1992-му, за півтора десятки років після введення ГЕС в експлуатацію, на два кілометри вище по течії спорудили греблю Yonki, яка повинна була стабілізувати потік та збільшити виробництво електроенергії. Ця земляна споруда висотою 60 метрів та довжиною 680 метрів потребувала 2,75 млн м3 матеріалу та утворила водосховище з площею поверхні 21,2 км2 та об'ємом 332 млн м3. Завдяки коливанню рівня поверхні в операційному режимі між позначками 1230 та 1258 метрів НРМ корисний об'єм становить 314 млн м3. У 2013 році при цій греблі почала роботу власна станція Yonki Toe of Dam (YTOD).
Водозабірна споруда спрямовує ресурс до напірної шахти висотою 210 метрів з діаметром 3,05 метра, котра переходить у короткий горизонтальний тунель спадаючим діаметром від 3,05 до 2,51 метра. Машинний зал станції споруджений у підземному виконанні та обладнаний п'ятьма турбінами типу Френсіс, які використовують напір у 198,6 метра — три з потужністю по 15 МВт встановили у 1975-му, а ще дві по 16,5 МВт додали в 1989-му. Через викликану останніми кавітацію у 1991-му довелось провести ремонт трьох перших гідроагрегатів із заміною ротора турбін. Втім, станом на середину 2010-х років внаслідок поганого стану відвідного тунелю, який міг пропускати лише 25—30 м3/с замість проектних 47 м3/с, фактична потужність станції не перевищувала 45 МВт (одночасна робота трьох гідроагрегатів), а середньорічне виробництво у 2005—2014 роках становило 261 млн кВт-год електроенергії.
Відпрацьована вода прямує по відвідному тунелю довжиною 2,3 км з перетином 3,4х3,4 метра.